# Charles-Guillaume Étienne
Charles-Guillaume Étienne (* 5. Januar 1777 in Chamouilley; † 13. März 1845 in Paris) war ein französischer Schriftsteller, Politiker und Mitglied der Académie française.

## Leben und Werk
Charles-Guillaume Étienne besuchte Schulen in Langres, Gray und Bar-le-Duc. 1794 heiratete er. 1796 ging er mit seiner Frau nach Paris. Ab Januar 1799 schrieb er in rascher Folge eine große Zahl von Theaterstücken, teils im Zusammenwirken mit anderen (vor allem mit Charles Nanteuil, 1775–1870), teils mit Musik versehen (durch Antoine-Frédéric Gresnick oder Henri Montan Berton). Zusammen mit Alphonse Martainville (1777–1830) schrieb er in vier Bänden eine ins Einzelne gehende Geschichte des Pariser Theaters von 1789 bis 1799, ferner Biographien von Malhesherbes und von dem Schauspieler François-René Molé.
1804 ging er in das Brügger Ausbildungslager von Louis-Nicolas Davout und wurde dort von Napoleon persönlich als Sekretär an Hugues-Bernard Maret vermittelt, dem er treu diente. Ab 1810 war er Zeitungszensor. Nach der erfolgreichen Aufführung seines berühmtesten Theaterstücks Les deux Gendres (deutsch: Die beiden Schwiegersöhne. Braunes, Berlin 1813) wurde er 1811 in die Académie française (Sitz Nr. 25) gewählt, 1816 bei der Neugründung jedoch nicht berücksichtigt. Von 1820 bis 1823 und von 1827 bis 1839 war er Parlamentsabgeordneter (zeitweise Vizepräsident). 1829 wurde er ein zweites Mal in die Académie française (Sitz Nr. 32) gewählt. Als Befürworter der Julirevolution und Anhänger von Louis-Philippe I. wurde er 1839 zum Pair von Frankreich ernannt und damit Mitglied der Pairskammer, die dem späteren Senat entsprach. Er starb 1845 im Alter von 68 Jahren. Étienne war Offizier der Ehrenlegion.

## Werke (Auswahl)
- (mit Alphonse Martainville) Histoire du théâtre français, depuis la Révolution jusqu’à la réunion générale. 4 Bde. Paris 1802. (1789–1799, mit Autoren- und Stückeverzeichnis)

- Léon Thiessé (Hrsg.): Œuvres. 5 Bde. F. Didot, Paris 1846–1853. (1–4: Theater; 5: Prosa; 6: Biographie durch Léon Thiessé)